# Фуше де Карей, Луи Франсуа
Луи Франсуа Фуше де Карей (фр. Louis François Foucher de Careil; 1762 — 1835) — французский военный деятель, артиллерист, дивизионный генерал (1807 год), барон (1808 год), участник революционных и наполеоновских войн.

## Биография
Родился в семье судейского чиновника, получив образование в артиллерийской школе Меца, 1 сентября 1781 года стал аспирантом артиллерии, 1 сентября 1784 года произвён в лейтенанты. 1 апреля 1791 года – капитан, возглавил 3-ю роту конной артиллерии, 5 июня 1793 года – командир батальона, в кампании 1794 года командовал конной артиллерией авангарда Армии Западных Пиренеев, 1 июня 1794 года – командир бригады (полковник), командир 6-го полка конной артиллерии в составе Самбро-Маасской армии, в 1799 году - командующий артиллерии правого крыла Дунайской армии, сражался при Острахе, Липтенгене, Цюрихе, Винтертурне и Биберахе. В 1800 году переведён в Рейнскую армию, отличился в сражении при Гогенлиндене.
29 августа 1803 года произведён в бригадные генералы, 12 ноября 1803 года стал комендантом артиллерийской школы Меца, а также возглавил артиллерию в военном лагеря Сент-Омер, 29 августа 1805 года – командир артиллерии 5-го армейского корпуса маршала Ланна Великой Армии, участвовал в кампании 1805 года, сражался при Ульме и Аустерлице, ранен в сражении при Холлабрюне 16 ноября 1805 года. 19 августа 1806 года назначен инспектором артиллерии с оставлением в должности командира артиллерии 5-го корпуса, принимал участие в Прусской кампании 1806 года и Польской кампании 1807 года, отличился в сражениях при Йене и Пултуске, 3 марта 1807 года – дивизионный генерал.
В 1808 году вместе с корпусом переведён в Армию Испании, руководил артиллерией при осаде Сарагоссы в январе-феврале 1809 года, 7 марта 1809 года был отозван в Париж и 10 апреля назначен заместителем командующего артиллерией Армии Германии, участвовал в Австрийской кампании, отличился в сражениях при Экмюле, Регенсбурге, Эсслинге и Ваграме.
3 января 1810 года – командующий артиллерии 8-го корпуса Армии Португалии, 16 августа 1811 года – командир артиллерии Наблюдательного корпуса Байонны. 1 апреля 1812 года – командир артиллерии 3-го армейского корпуса маршала Нея Великой Армии, принимал участие в Русской кампании, сражался при Смоленске, Валутиной Горе, Бородино, где под ним было убито две лошади, под Вязьмой и Красным.
17 февраля 1813 года – командир артиллерии 2-го наблюдательного корпуса Рейна, ставшего 12 марта 1813 года 6-м армейским корпусом, участвовал в Саксонской и Французской кампаниях, сражался при Лютцене, Дрездене, Лейпциге и Ганау, 19 февраля 1814 года – командир артиллерии 11-го корпуса маршала Макдональда.
Во время «Ста дней» присоединился к Императору и 20 марта 1815 года назначен членом Центрального артиллерийского комитета, после второй Реставрации занял 2 декабря 1815 года пост королевского наместника в Лилле, в 1818 году вышел в отставку. Умер 22 августа 1835 года в городе Гарше в возрасте 72 лет. Имя генерала выбито на Триумфальной арке в Париже.

## Воинские звания
- Лейтенант (1 сентября 1784 года);
- Капитан (1 апреля 1791 года);
- Командир батальона (5 июня 1793 года);
- Полковник (1 июня 1794 года);
- Бригадный генерал (29 августа 1803 года);
- Дивизионный генерал (3 марта 1807 года).

## Титулы
- Барон Карей и Империи (фр. baron de Careil et de l'Empire; декрет от 19 марта 1808 года, патент подтверждён в мае 1808 года)

## Награды
- Легионер ордена Почётного легиона (11 декабря 1803 года);
- Коммандан ордена Почётного легиона (14 июня 1804 года);
- Великий офицер ордена Почётного легиона (19 ноября 1813 года);
- Кавалер военного ордена Святого Людовика (1814 год).